# Thomas Hornsby
Thomas Hornsby (Durham, 1733 – Oxford, 11 de abril de 1810) fue un astrónomo y matemático británico. Fue Profesor Saviliano de astronomía en la Universidad de Oxford desde 1763, año en el que también fue nombrado Profesor Sedleiano de filosofía natural.

## Semblanza
Hornsby fue nombrado miembro del Colegio Corpus Christi de la Universidad de Oxford en 1760.
Estaba especialmente interesado en la observación del tránsito de Venus. En 1761, pudo observarlo desde Shirburn Castle, en Oxfordshire, propiedad del Conde de Macclesfield. George Parker, 2.º Conde de Macclesfield (ca. 1695-1764), conocido astrónomo, se había dedicado a las observaciones astronómicas desde Shirburn Castle, donde había construido un observatorio y un laboratorio químico.
En 1769 observó un nuevo tránsito de Venus desde la Torre de las Cinco Órdenes del edificio de la Biblioteca Bodleiana.
Hornsby publicó en las Philosophical Transactions un análisis del tránsito de Venus de 1761 (en 1763); un plan para establecer los puntos de observación más adecuados para 1769, incluyendo posibles ubicaciones en el Pacífico (en 1765); una descripción de la organización de los grupos de observación e información en Oxford (en 1769); y un análisis comparativo del tránsito de Venus de 1769 (en 1771).
Intervino en el establecimiento del Observatorio Radcliffe en Oxford en 1772, y fue designado observador en Radcliffe ese mismo año. En 1782 se le nombró Profesor Sedleiano de filosofía natural. En 1783 accedió al cargo de Bibliotecario de Radcliffe.
Fue elegido Miembro Honorario Extranjero de la Academia Estadounidense de las Artes y las Ciencias en 1788, y fue miembro de la Royal Society.
Hornsby realizó decenas de miles de observaciones astronómicas, aunque no fueron publicadas hasta 1932, siendo donadas al Colegio Corpus Christi de la Universidad, de Oxford en 1935. Incluyen una determinación del índice de cambio de la inclinación axial de la Tierra y del movimiento propio de la estrella Arturo, ambos cercanos a los valores calculados posteriormente, cuya combinación de magnitud visual y de gran movimiento propio le llevaron a argumentar (incorrectamente) que "podemos, pienso, concluir que Arturo es la estrella visible en este Hemisferio más cercana a nuestro Sistema".

## Eponimia
- El cráter lunar Hornsby lleva este nombre en su memoria.